# ベガルタ仙台 (企業)
株式会社ベガルタ仙台（ベガルタせんだい）は、宮城県仙台市青葉区に本社を置く、サッカークラブの運営などを行う企業である。日本プロサッカーリーグ（Jリーグ）に加盟するベガルタ仙台の運営、サッカー施設の運営などを手掛ける。

## 概要
東北地区初のJリーグ加盟クラブを目指して、「株式会社東北ハンドレッド」として設立された。「ハンドレッド」は「（母体が大きな企業でなくても）100の会社で集まればいいだろう」という意味合いが込められていたという。
チーム発足時の協議会組織「東北にJリーグチームを設立する懇談会」の事務局長を務め、後に宮城県サッカー協会副会長も務めた伊藤孝夫が2003年の講演で述べたところによると、1991年（平成3年）以降、Jリーグ加盟を予定していた東日本JR古河（後のジェフユナイテッド市原）が仙台市をホームタウンとすべく、仙台市に1万5000人収容のスタジアム建設を要望。Jリーグ発足時には叶わなかったものの、1993年に仙台スタジアムとして建設が決定すると、仙台市をホームタウンとするJリーグ参入を目指すクラブの設立に動き出し、「東北にJリーグチームを設立する懇談会」が設置され（設立時の社名に「東北」が入っていたのはこのため）、事務局メンバーとして宮城県・仙台市・塩竈市・河北新報社・東北放送・宮城テレビ放送・カメイから出向社員が加わった。
母体となるクラブには大企業の支援を念頭に置くことになり、最初は東芝サッカー部を想定し、東北電力を通じて東芝にアプローチをかけてそれなりにいい感触を得たが、同時期に福島県からも東京電力を通じてアプローチがかかっており、同時に依頼を受けられないと東芝に断られてしまう。次にソニー仙台FCを念頭にソニーに声をかけるが、プロ化を目指さない方針を理由に断られ、カメイを通じて麒麟麦酒に声をかけるも特定のクラブを支援しない方針を理由に同じく断られ、最終的に東北電力のサッカー部を母体とし、東北リーグ所属の東北電力・仙台中田クラブ・松島サッカークラブからメンバーを集める方針に決まった。設立にあたっては資金集めに苦慮し、宮城県と河北新報社が口説いて当時岩手県盛岡市に本社を置いていた東日本ハウス（現・日本ハウスホールディングス）の社長を初代社長に招聘した。現在も出資者に日本ハウスHDが入っているのはこの時の経緯に由来するものと思われる。

## 沿革
- 1993年
  - 7月 - 「東北にJリーグチームを設立する懇談会」設置。座長に仙台商工会議所会頭で七十七銀行会長の氏家榮一が就任する[4]。
- 1994年
  - 10月7日 - 「株式会社東北ハンドレッド」設立[3]。
  - 11月 - 東北リーグ1部に在籍していた東北電力サッカー部を母体として、ブランメル仙台が発足。
- 1995年
  - 1月 -  全国地域リーグ決勝大会で優勝し、ジャパンフットボールリーグ（JFL）に昇格。
  - 11月 -  ブランメル仙台がJリーグ準会員に承認。
- 1999年（平成11年） - Jリーグに加盟し、Jリーグ ディビジョン2（J2）に参加。商標権の問題で、クラブ名を「ベガルタ仙台」に改称。
- 2002年 - ベガルタ仙台がJリーグ ディビジョン1に初めて昇格。
- 2008年
  - 4月25日 - 23億2,850万円の資本金の80.5%を取り崩し、18億7,465万8,878円の累積債務を解消する無償減資が株式会社東北ハンドレッドの株主総会で決議された（資本金は4億5,384万1,122円）[5][注釈 3]
  - 5月末 - 減資を実施。
  - 6月1日 - 「株式会社ベガルタ仙台」に社名変更。クラブ名称と運営会社の名称を同じくすることで営業効率を高めることなどが理由[7]。
- 2009年 - ベガルタ仙台がJ2リーグで優勝。
- 2012年
  - 2月1日 - 休部した東京電力女子サッカー部マリーゼ所属の選手などを受け入れて、ベガルタ仙台レディースが発足し、日本女子サッカーリーグに加盟。
  - 12月 - ベガルタ仙台レディースがチャレンジリーグで優勝。
  - 12月20日 - 仙台市スポーツ振興事業団・ベガルタ仙台グループ（株式会社ベガルタ仙台と公益財団法人仙台市スポーツ振興事業団との共同事業体）が仙台市泉総合運動場の指定管理者に選定される。なお、株式会社ベガルタ仙台は同運動場内にある泉サッカー場の管理運営業務を請け負う[8]。
- 2013年 - ベガルタ仙台レディースがなでしこリーグに昇格。
- 2014年
  - 8月17日 - クラブ創立20周年を記念し、イタリア・セリエAのユヴェントスFCとOB戦を開催[9]。
  - 9月17日 - クラブ初の専用練習場となる紫山サッカー場が完成[10]。
- 2017年
  - 8月1日 - 子会社の有限会社ベガルタスポーツクラブを株式会社に組織変更する[11]。
- 2018年
  - 2月1日 - マイナビベガルタ仙台レディースの運営をベガルタスポーツクラブへ委託する[12]。
- 2020年
  - 9月1日 - マイナビベガルタ仙台レディースの経営権を冠スポンサーだったマイナビに譲渡することで基本合意[13]。
- 2021年
  - 1月31日 - この日限りでマイナビベガルタ仙台レディースの運営を終了。翌日からマイナビ傘下の株式会社マイナビフットボールクラブの運営となり、チーム名も「マイナビ仙台レディース」に変更。
  - 11月21日 - ベガルタ仙台が13年ぶりにJ2に降格。
  - 2022年
  - 2023年
  - 2024年
  - 2025年